# زانکت ماریان
زانکت ماریان (به آلمانی: Sankt Marien) یک منطقهٔ مسکونی در اتریش است که در ناحیه لینتس لند واقع شده‌است. زانکت ماریان ۳۸ کیلومتر مربع مساحت دارد ۳۳۸ متر بالاتر از سطح دریا واقع شده‌است.